# Chantier naval de Constanța
Le chantier naval de Constanța (roumain : Șantierul Naval Constanța) est une entreprise (chantier naval) et des plus importantes en Roumanie et même en Europe.
C'est une entreprise multisite qui fut ouverte en 1892.

## Constructions
Il utilise deux cales sèches et deux ponts flottants.
Principales constructions : Crai Nou en 1936, un vraquier de 54 200 tonnes en 1975.

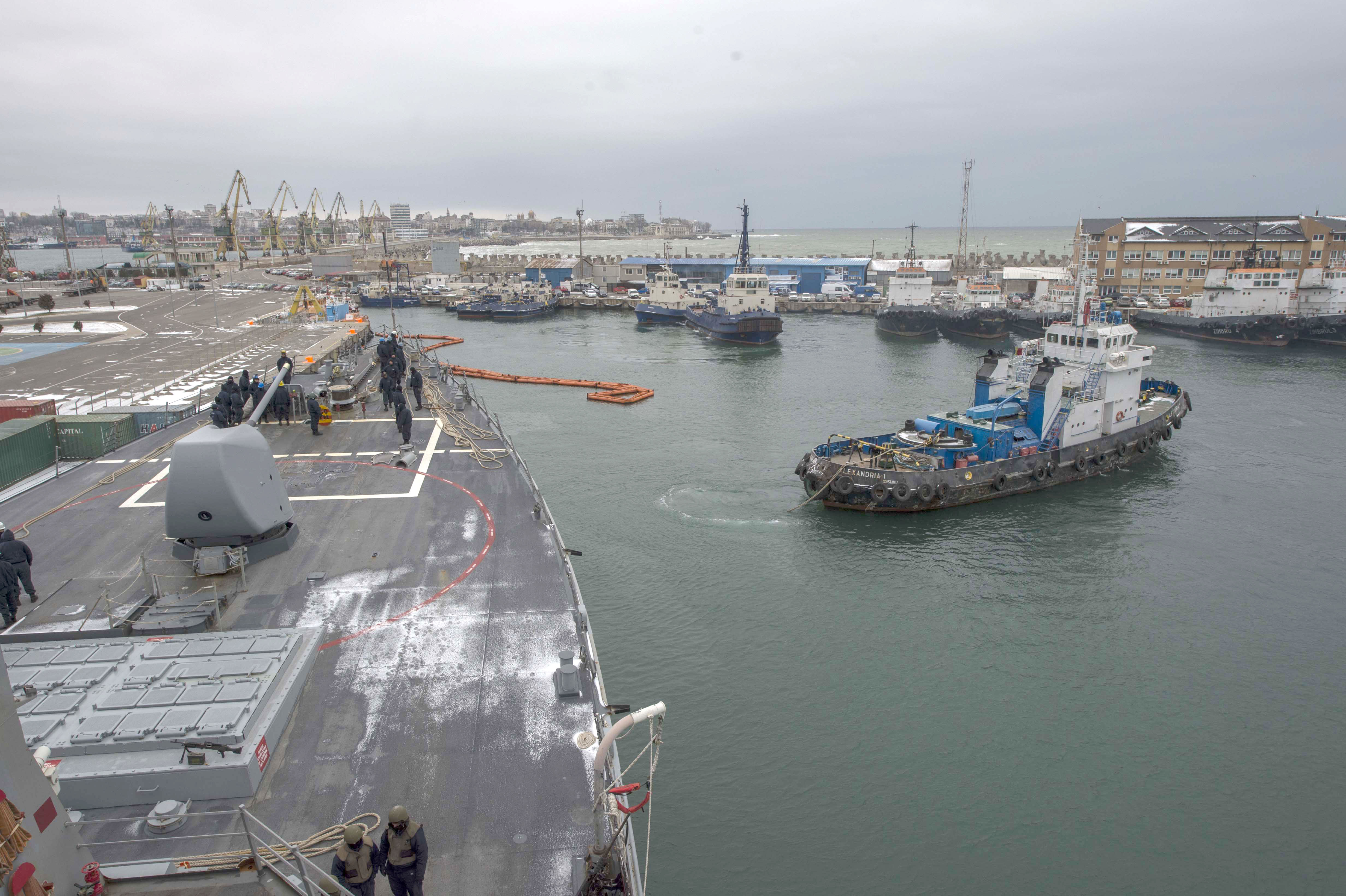
Le Alexandria 1 (1981)
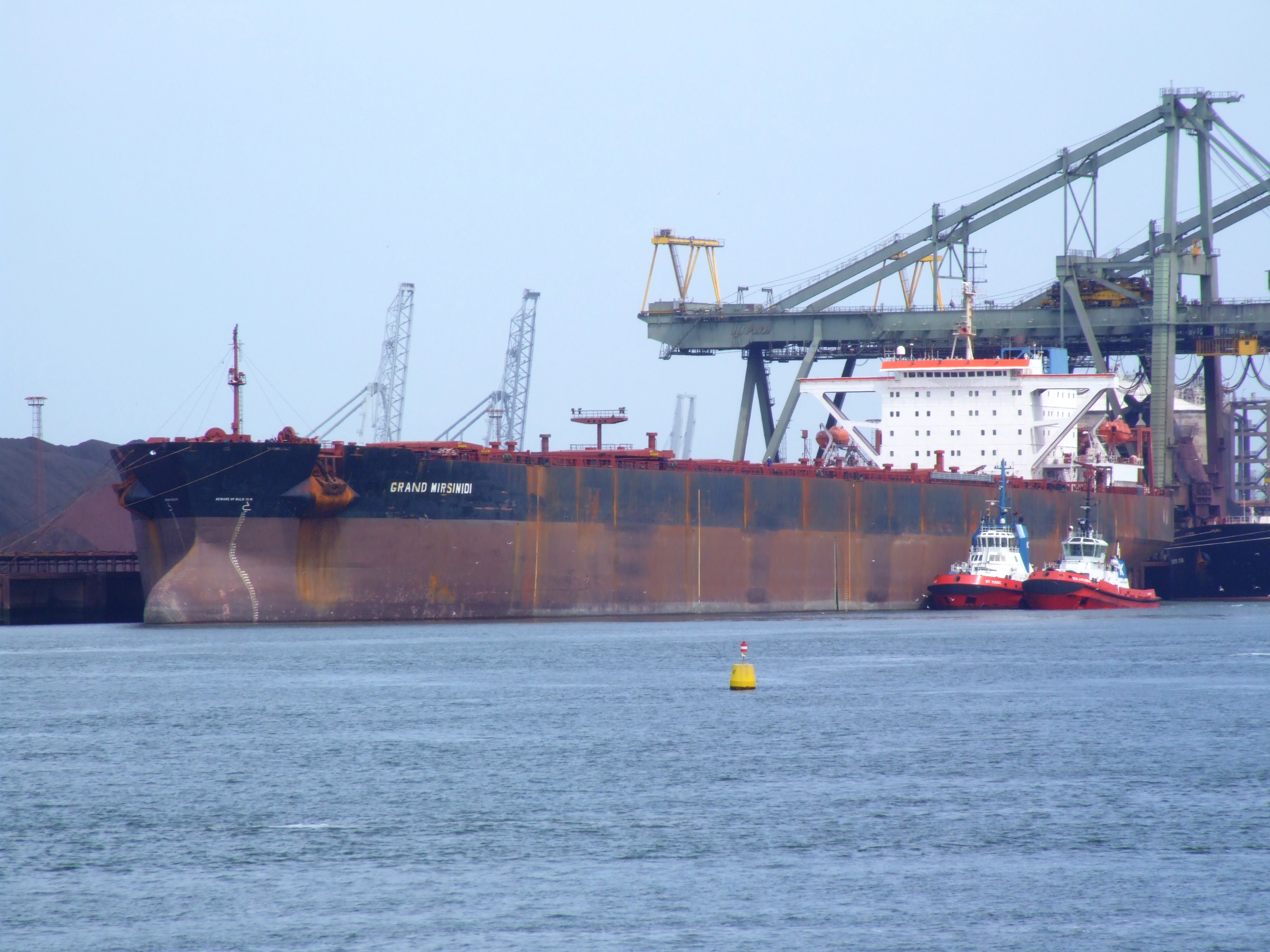
le Grand Mirsinidi (1993)
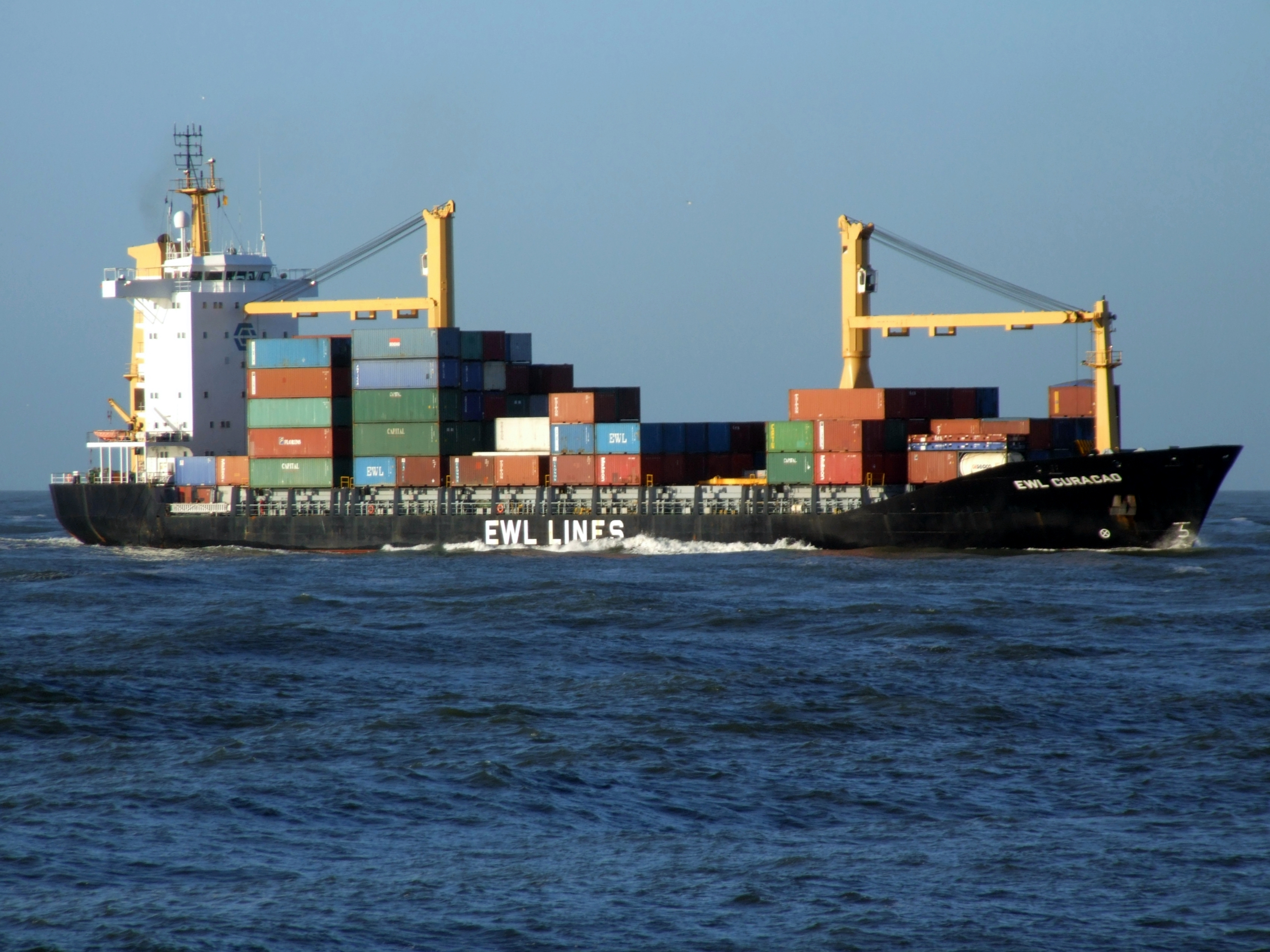
Le Curacao (1998)
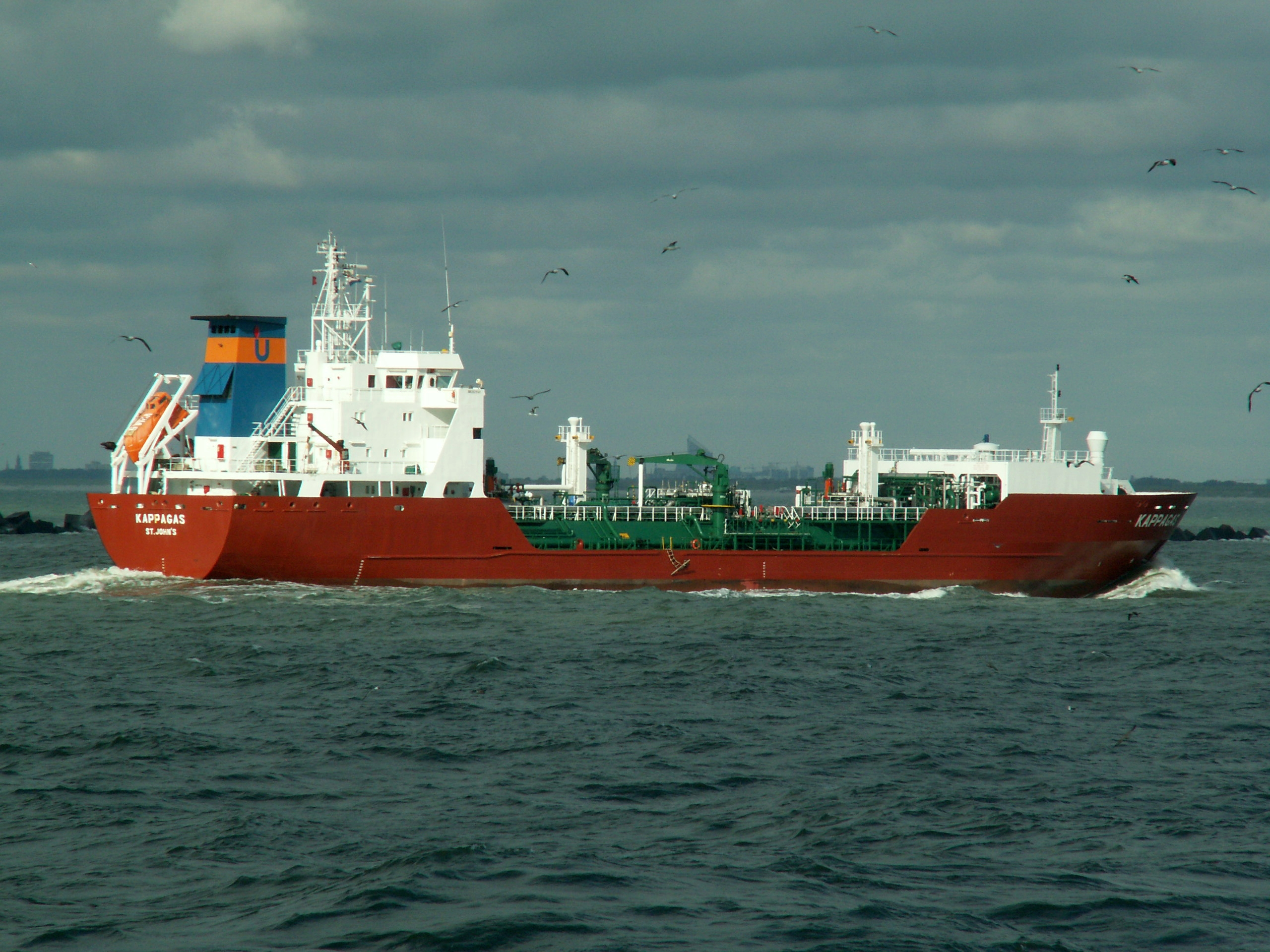
Le Kappagas (2001)
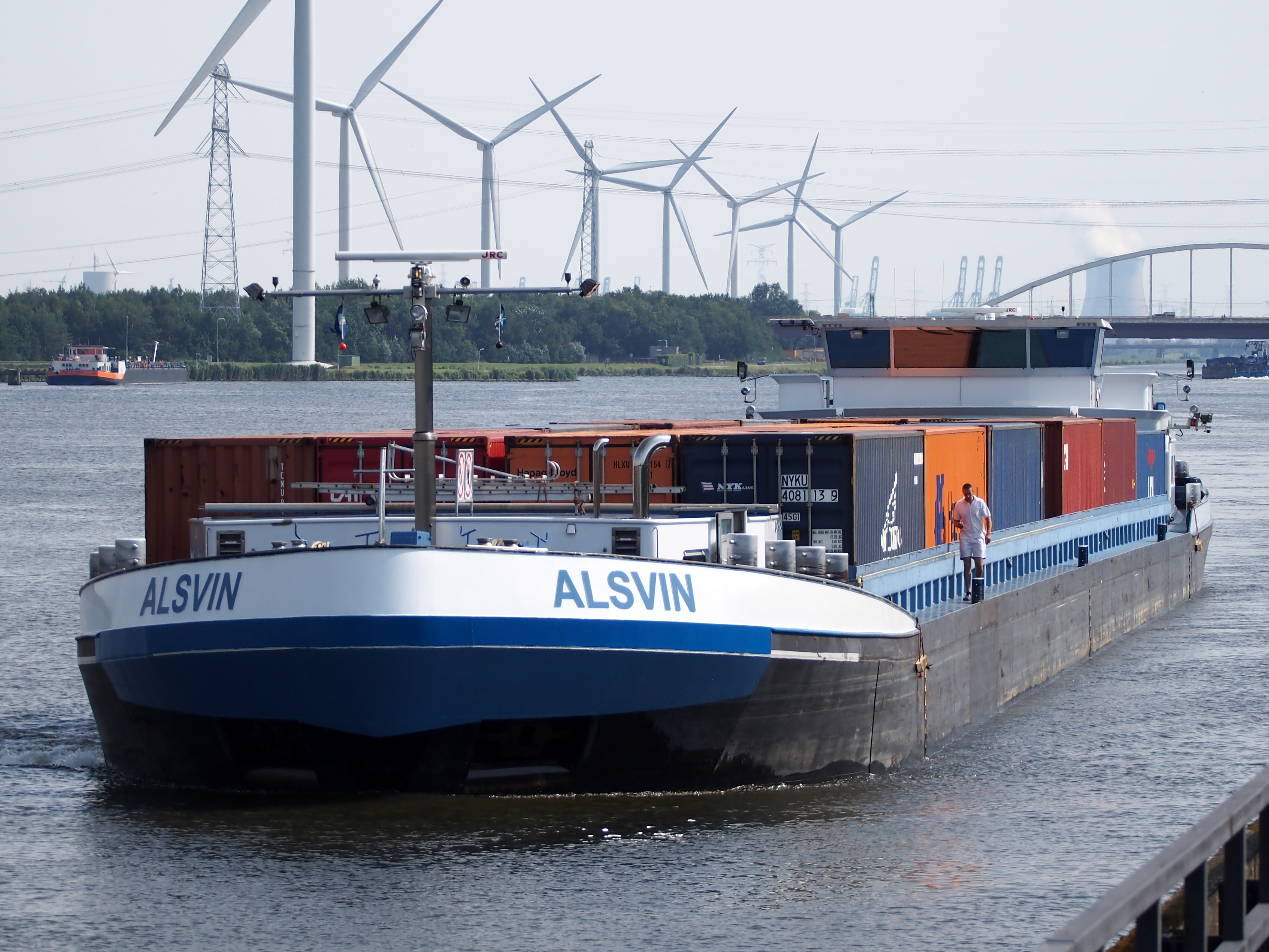
Le Alsvin (2004)
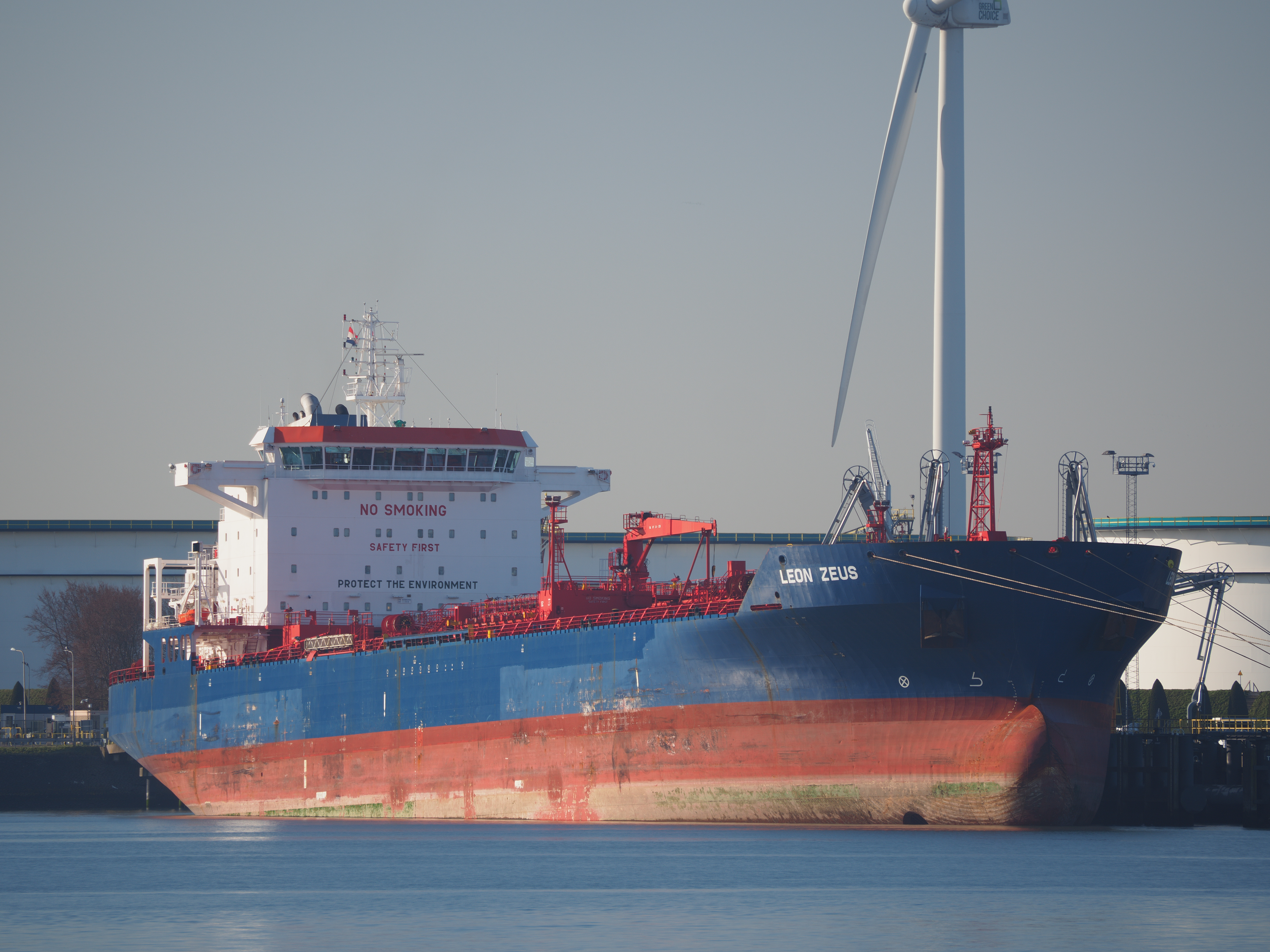
le Leon Zeus (2008)
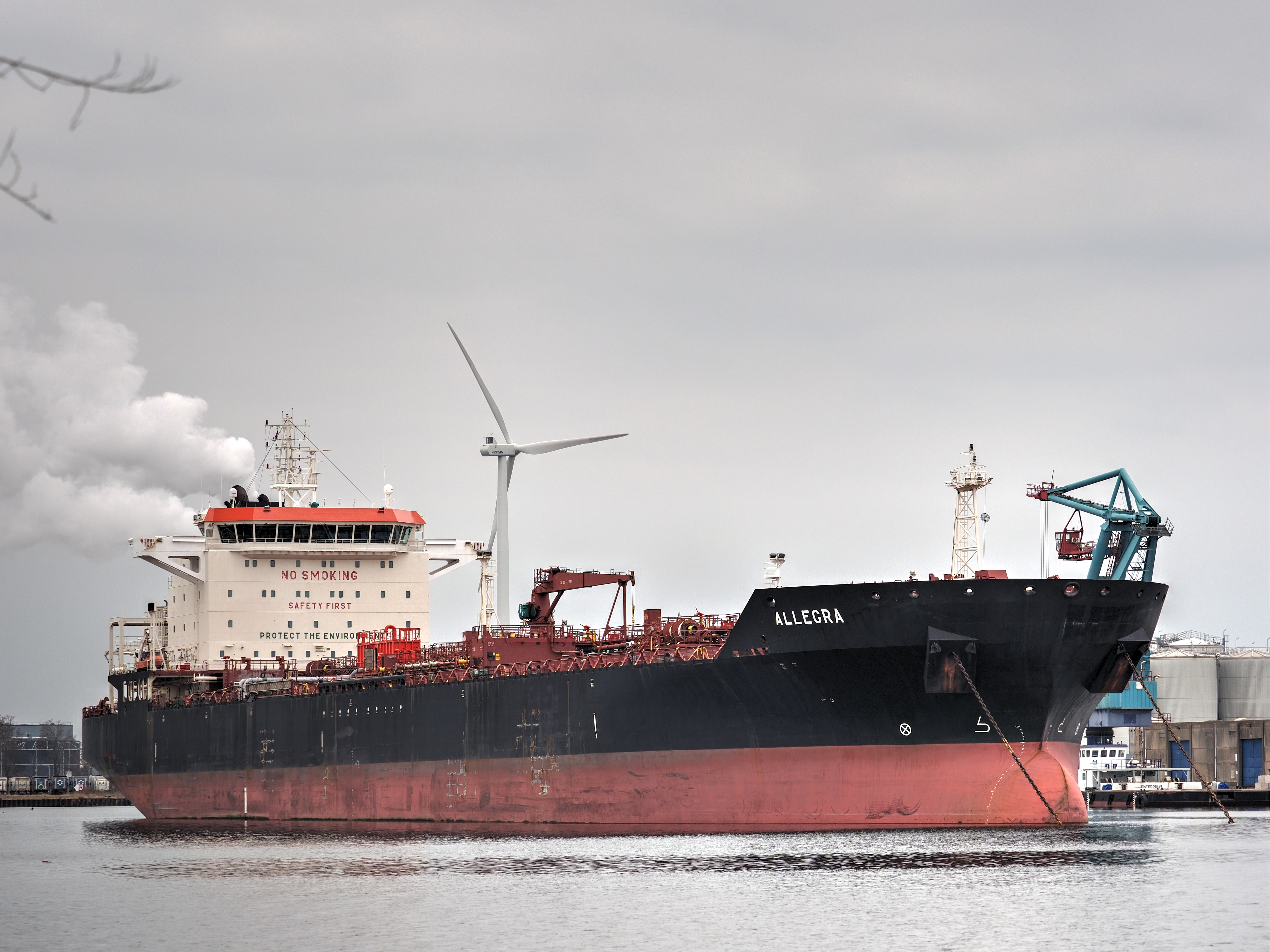
Le Allegra (2009).